# Apeadeiro de Ruilhe
O Apeadeiro de Ruilhe (nome habitualmente grafado anortograficamente pelo gestor como "Ruílhe") é uma infra-estrutura do Ramal de Braga, que serve a localidade de Ruilhe, no concelho de Braga, em Portugal.

## História
O Ramal de Braga foi inaugurado em 21 de Maio de 1875.